# 秀出去
〈秀出去〉（英語："I'll Show You"）是加拿大歌手小賈斯汀錄音室專輯中的一首歌曲。這首歌由比伯、喬許·古德溫、Skrillex、麥可·塔克、Theron Feemster作詞作曲，Skrillex、BloodPop共同製作。2015年11月2日，Def Jam推出這首歌作為專輯的宣傳單曲發行。

## 製作人員
- 小賈斯汀 – 演唱
- 喬許·古德溫 – 詞曲、recording、混音
- Skrillex – 詞曲、制作
- BloodPop – 词曲、制作
- 塞隆·費姆斯特（英语：Theron Feemster） – 词曲
- 安德魯·伍珀 – 混音
- 克里斯「泰克」歐瑞安 – 附加工程
- 湯姆·科因（英语：Tom Coyne (music engineer)） – 母帶
- 蘭迪·梅里爾 – 母帶
- 湯姆·科因 – 母帶
- 布蘭登·哈丁 – 混音助理
- 恩里克·安德拉德 – 錄音助理

## 發行歷史
| 地區   | 日期          | 格式         | 廠牌    | 參考  |
| ------ | ------------- | ------------ | ------- | ----- |
| 全世界 | 2015年11月1日 | 數位音樂下載 | Def Jam | [ 1 ] |